# Finanzielle Fördermittel
Finanzielle Fördermittel (oder öffentliche/staatliche Förderung) sind aus dem Haushalt der öffentlichen Hand für juristische oder natürliche Personen zur Verfügung gestelltes Kapital oder Eventualverbindlichkeiten, die zur Erreichung bestimmter politischer oder wirtschaftlicher Staatsziele dienen. Umfang, Art und Herkunft finanzieller staatlicher Förderung haben eine Dimension erreicht, die selbst von Förderexperten kaum überblickt werden kann.

## Allgemeines
Unternehmen, Körperschaften oder Privatpersonen, die ihren Kapitalbedarf nicht durch Eigenfinanzierung oder Fremdfinanzierung decken können, erhalten unter bestimmten Voraussetzungen staatliche Hilfe. Diese Voraussetzungen sind in Förderprogrammen niedergelegt, in denen die persönlichen und sachlichen Förderbedingungen enthalten sind. Kapitalengpässe bestehen insbesondere bei Unternehmensgründungen, Existenzgründungen, in strukturschwachen Räumen oder während Unternehmenskrisen. Fördermittel sind daher alternative Finanzierungsinstrumente zu Eigenkapital und Fremdkapital. Es handelt sich um Zuwendungen oder Zweckzuwendungen aus dem Haushalt der öffentlichen Hand für juristische oder natürliche Personen, um bei diesen bestimmte politische oder wirtschaftliche Ziele zu erreichen.
Der Bund erfüllt nach Art. 104b GG eine ihm obliegende verfassungsrechtliche Förderaufgabe, indem er den Ländern Finanzhilfen für besonders bedeutsame Investitionen der Länder und der Gemeinden/Gemeindeverbände gewährt, die 
- zur Abwehr einer Störung des gesamtwirtschaftlichen Gleichgewichts oder
- zum Ausgleich unterschiedlicher Wirtschaftskraft im Bundesgebiet oder
- zur Förderung des wirtschaftlichen Wachstums

erforderlich sind. Der Bund kann im Falle von Naturkatastrophen oder außergewöhnlichen Notsituationen, die sich der Kontrolle des Staates entziehen und die staatliche Finanzlage erheblich beeinträchtigen, auch ohne Gesetzgebungsbefugnisse Finanzhilfen gewähren.

## Geschichte
Die Geschichte der Marktbeeinflussung mittels Subventionierung reicht weit in die Geschichte der Menschheit zurück. So ist bekannt, dass bereits die frühen Ägypter ihre Märkte subventionierten, um den Handel für bestimmte Produkte aufrechtzuerhalten. In Deutschland wurde der Begriff in Verbindung mit dem Kohlepfennig und den Subventionen der Europäischen Union geläufig. Die europäischen Subventionen erhalten vor allem im Bereich der Landwirtschaft und bei der Energiewende eine erhöhte öffentliche Aufmerksamkeit. Der Subventionierung als marktbeeinflussendes finanzielles Mittel steht die finanzielle Sanktion von Produkten (Zoll) gegenüber. Nach dem Zweiten Weltkrieg wurde, als abzusehen war, dass Steinkohle in Europa nicht mehr zu Weltmarktpreisen gefördert werden konnte, von den Mitgliedstaaten Subventionierungen beschlossen, um die Niederlande, Belgien, Frankreich, Spanien und die Bundesrepublik Deutschland unabhängig von der Energieversorgung anderer Staaten zu machen. Im Rahmen der Auflösung von Staatsgrenzen, der Europäischen Integration und der Globalisierung wurde dieses Ziel jedoch aus marktliberalen Erwägungen als nicht mehr erstrebenswert erachtet. Der europaweite Ausstieg aus der Kohlesubvention, der von einzelnen Staaten unterschiedlich schnell gestaltet wurde, wurde durch den massiven Ausbau der Kernenergie flankiert (Kompensation der Strombedarfe).

## Arten
Fördermittel gibt es nicht ausschließlich in Form von finanziellen Zuschüssen, sondern sie können durch zinsverbilligte Darlehen, Landes- und Bundesbürgschaften, Steuerbegünstigungen oder -befreiungen und öffentlichem Beteiligungskapital zur Verfügung gestellt werden. Selbst die Exportkreditversicherung in Form der Hermesdeckungen gehört noch zum weiteren Begriff der finanziellen Förderung. 
- Zuschüsse können bedingt, unbedingt rückzahlbar oder nicht rückzahlbar sein.
- Bei zinsverbilligten Darlehen ist eine Tilgung erforderlich. Ihr Förderzweck besteht in einem gegenüber dem aktuellen Zinsniveau ermäßigten Kreditzins.
- Öffentliche Bürgschaften dienen als Kreditsicherheit für Kreditinstitute, damit diese den Förderbegünstigten Kredit gewähren können.

Bei natürlichen Personen spielt im Sozialrecht die Hilfebedürftigkeit bei der Förderung eine Rolle.

## Förderquellen
Förderquellen sind die Förderinstitutionen und die von diesen bereitgestellten Fördermittel.

### Förderinstitutionen
Von der Gemeinde bis zur Europäischen Union gibt es auf allen Ebenen Staatshilfen oder finanzielle Fördermittel für bestimmte Investitionsvorhaben. Alle staatlichen Ebenen (Bund, Bundesländer, Gemeinden) und staatliche Institutionen (KfW, Förderbanken, Bürgschaftsbanken, Landwirtschaftliche Rentenbank) kommen als Förderquellen in Betracht.

### Förderprogramme
Förderprogramme (umgangssprachlich auch Fördertöpfe genannt) sind für einen bestimmten Förderzweck vorgesehene, betraglich begrenzte Mittel aus dem Haushalt der Förderinstitution. Das Förderangebot wird meist solange aufrechterhalten, bis die vorgesehenen Haushaltsmittel ausgeschöpft sind.
- Wichtigste Förderprogramme der EU sind die  Europäischen Struktur- und Investitionsfonds:
  - ESF+ ist ein Sozialfonds und das wichtigste Finanzierungsinstrument der EU zur Unterstützung von Beschäftigungsmaßnahmen in den EU-Mitgliedstaaten im Rahmen der Beschäftigungspolitik der Europäischen Union sowie zur Förderung der wirtschaftlichen und sozialen Kohäsion.
  - EFRE und KF sind wichtigeren Strukturfonds der EU, die für den wirtschaftlichen Aufholprozess der ärmeren Regionen sorgen sollen.
  - ELER ist ein Landwirtschaftsfonds, der die Entwicklung des ländlichen Raums in der Europäischen Union fördert.
  - EMFAF finanziert die Strukturpolitik-Säule der Gemeinsamen Fischereipolitik der EU.
- Auf Bundesebene gibt es beispielsweise:
  - Soziale Stadt ist ein Programm der deutschen Städtebauförderung
  - Förderung durch das Erneuerbare-Energien-Gesetz
  - Bundesmittel zur Förderung des Bildungswesens, Wohnungsbaus oder der Agrarstruktur
  - EXIST soll das Gründungsklima in Forschungseinrichtungen verbessern.

## Förderbedingungen
Die Förderinstitutionen erlassen Fördermittelrichtlinien, die unter anderem die Förderbedingungen enthalten (Konditionalität). Diese entfalten die gleiche Rechtswirkung wie Kreditbedingungen und müssen deshalb vom Antragsteller erfüllt werden, bevor es zur Bereitstellung der Fördermittel kommt. Es gibt persönliche und sachliche Förderbedingungen. Persönliche Förderbedingungen betreffen den Antragsteller und/oder die Begünstigten der Förderung. Sie müssen den Förderantrag bei ihrer Hausbank einreichen, können also meist nicht direkt mit den Förderinstitutionen in Kontakt treten. Ein wesentliches sachliches Kriterium fast sämtlicher Förderbedingungen ist der Grundsatz, dass der zu fördernde Zweck vor Antragstellung noch nicht begonnen worden sein darf. Die Zweckbindung ist eine typische Förderbedingung, wonach die Fördermittel nur für den Förderzweck verwendet werden dürfen und dies durch einen Verwendungsnachweis bewiesen werden muss.

## Fördergebiete, Förderzwecke und Förderziele
Es besteht eine unüberschaubar große Vielfalt an staatlichen und supranationalen Fördermitteln, die selbst dem Förderberater den Überblick erschweren. Nach dem Fördergebiet gibt es beispielsweise Fördermittel für Wissenschaft und Forschung, Wirtschaftsförderung, Bildung (BAföG) oder Erziehung (Erziehungsgeld, Erziehungsurlaub, Elterngeld). Geförderte Sektoren sind etwa Landwirtschaft, Arbeitsmarkt (Arbeitsplätze schaffen oder erhalten), Sozialstruktur, Wohnungsbau, Mittelstand oder gar Filmförderung. Begünstigte Personengruppen können Eltern, Kinder, Schüler oder Behinderte sein. Geförderte Unternehmen sind Existenzgründungen oder Unternehmen geförderter Wirtschaftszweige.
Förderzwecke können staatliche Steuerung, Subventionierung, Marktbeeinflussung, wirtschaftspolitische Ziele wie Umweltschutz, sozialer Wohnungsbau oder Wohneigentumsbildung sein. Finanzielle Fördermittel dienen überwiegend volkswirtschaftlichen oder auch politischen Zielen, sie haben jedoch teilweise erheblichen Einfluss auf unternehmerischer und betriebswirtschaftlicher Ebene. So gibt es Güter und Dienstleistungen, die aufgrund ihrer politischen oder volkswirtschaftlichen Bedeutung gewünscht sind, aber aufgrund der Marktverhältnisse nur unzureichend angeboten werden. Über Fördermittel kann ein höheres Angebot erreicht werden, indem entweder die Nachfrageseite oder die Angebotsseite finanziell unterstützt wird. Dementsprechend können finanzielle Fördermittel im Hinblick auf die Zielgruppe und die Förderart unterschieden werden. Förderziele können konkret die Reduzierung der Forschungs- und Entwicklungskosten, die Verbilligung der Anschaffungs- und Herstellungskosten für Investitionsgüter, Schaffung oder Erhaltung von Arbeitsplätzen oder die Anhebung des Sozialniveaus sein.

## Kollision mit verbotenen Beihilfen
Fördermittel an Unternehmen gelten zunächst als Beihilfen und fallen unter die Verbotsregeln des Art. 107 Abs. 1 AEUV, wonach „staatliche oder aus staatlichen Mitteln gewährte Beihilfen gleich welcher Art, die durch die Begünstigung bestimmter Unternehmen oder Produktionszweige den Wettbewerb verfälschen oder zu verfälschen drohen, mit dem Binnenmarkt unvereinbar sind, soweit sie den Handel zwischen Mitgliedstaaten beeinträchtigen“. In Art. 107 Abs. 3 AUEV sind jedoch Beihilfen aufgezählt, die mit dem Gemeinsamen Markt als vereinbar angesehen werden können („Regionalbeihilfen“, „Strukturfonds“ oder „Gemeinschaftsinitiativen“). Beispiele sind insbesondere die Regionalförderung, Ausbildungsförderung, Restrukturierungsbeihilfen, Finanzierung von Dienstleistungen im allgemeinen Interesse (Daseinsvorsorge), Umweltschutzbeihilfen oder Rettungsbeihilfen zur Bewältigung der Weltfinanz- und -wirtschaftskrisen. Art. 107 Abs. 3 AEUV gewährt einen Ermessensspielraum, der bestimmte regionale, sektorale oder horizontale Beihilfen vom Verbot  ausnimmt. Die EU-Kommission wacht darüber, dass die Mitgliedstaaten nur Beihilfen gewähren, die diesen Regeln entsprechen.